# OSSA 150
L'OSSA 150, coneguda també com a Comercial, fou un model de motocicleta de turisme fabricat per OSSA entre 1958 i 1963. Duia un motor de dos temps monocilíndric de 149 cc refrigerat per aire i estava basada en la 125 B de 1957, la darrera versió de l'OSSA 125 (el primer model de turisme de la marca, que s'havia llançat el 1951). De la Comercial se'n van arribar a fabricar prop de vint mil unitats.

## Història
OSSA havia llançat el seu primer model, l'OSSA 125 (coneguda popularment com a "fuelles"), el 1951. La proliferació de petits fabricants a l'estat espanyol que començà pocs anys després (la major part dels quals, a Catalunya) feia que calgués actualitzar sovint els productes per tal de diferenciar-se de la competència. Amb aquesta finalitat, a mitjan dècada del 1950 OSSA va iniciar una col·laboració amb l'antic enginyer de Gilera Sandro Colombo, a qui li va encarregar la renovació de la gamma. Tot i que la idea inicial era desenvolupar un motor completament nou, la marca catalana, pressionada per la competència, va deixar aquest projecte de banda per tal de poder llançar una nova moto amb més rapidesa. Colombo, doncs, va partir de la versió en producció de l'OSSA 125, la 125 A de 1953 (coneguda com a "palillos") i en va desenvolupar una versió força diferent de les anteriors: la 125 B, llançada el 1957. El motor mantenia el mateix càrter i les cotes del tren alternatiu alhora que adoptava noves peces i solucions que permetien d'obtenir un rendiment superior i una refrigeració millor. La potència del motor va augmentar fins als 6,5 CV (un més que la 125 A) i tota la part cicle es va renovar: el bastidor va passar a ser de xapa estampada, amb estructura d'espina central i el motor subjectat pel darrere, amb un tirant a la part posterior de la renovada culata; les rodes incorporaven tambors de fre d'alumini de major diàmetre; l'ús d'un sistema de basculant i doble amortidor posterior proporcionava més resistència a les suspensions (el basculant se subjectava a la part del darrere del xassís).
En aquella època, la legislació espanyola va canviar i es va posar fi als avantatges fiscals de què gaudien les motos de 125 cc, cosa que va propiciar l'augment de cilindrada de moltes d'aquestes motocicletes, com va ser el cas de l'OSSA 125. Partint de la versió de Colombo, OSSA en va desenvolupar una de nova tot augmentant-ne la cilindrada fins als 149,14 cc. Llançada amb la denominació d'OSSA 150 Comercial, aquella moto es va plantejar com a un model econòmic, per bé que més ben equipat que l'anterior 125. Els frens eren més potents i, com era usual a l'època, la cadena estava coberta per tal de perllongar-ne la vida útil. Un altre dels motius de l'augment de la cilindrada de l'OSSA 125 fou la intenció d'entrar al mercat de les motos amb sidecar, tot i que, finalment, el bastidor de xapa estampada no ho va facilitar.
A partir de 1958, l'OSSA 150 es va anunciar als mitjans amb profusió de fotografies en color en què destacaven el laterals cromats del dipòsit (iguals que els de la 125 B), i així es va presentar a la Fira de Mostres de Barcelona d'aquell any. Més tard, alguns reportatges publicats sobre la moto mostraven canvis envers els primers prototips exposats, com ara el nou pilot del darrere, el protector de cadena redissenyat i la desaparició del porta-matrícules del parafang anterior, a més de l'eliminació dels cromats del dipòsit. A les primeres unitats fabricades el 1958, tot i que el dipòsit continuava sent bicolor, ja no duia els laterals cromats sinó que combinava dos tons blavosos amb un filet daurat. Poc després, la moto es va fabricar ja sense aquest elegant dipòsit, que va passar a ser íntegrament blau.

## Característiques
El motor de la 150 era pràcticament el mateix que el de la 125 B, però amb el diàmetre del pistó augmentat fins als 58 mm per tal d'aconseguir els prop de 150 cc i una nova culata, de tipus radial i inspirada en les MZ alemanyes. Pel que fa a la carrosseria, a part del nou color, blau en comptes de negre, canviava el velocímetre (que ara s'integrava al far), la forquilla anterior i el protector de cadena.
Fitxa tècnica
| OSSA 150 | OSSA 150                      | OSSA 150 |
| --- | ----------------------------- | -------- |
| Id. Model | B5/B6/B7                      |          |
| Núm. Sèrie | B50001                        |          |
| Anys | 1958 - 1963                   |          |
| CC | 149,14                        |          |
| Diàmetre x Carrera | 58 x 56,4 mm                  |          |
| Compressió | 1:7                           |          |
| CV | 8 a 5.000 rpm                 |          |
| Carburador | Dell'Orto 20 mm?              |          |
| Canvi | 3 velocitats                  |          |
| Suspensió davant | Forquilla telescòpica Telesco |          |
| Suspensió darrera | Amortidors hidràulics Telesco |          |
| Pneumàtic davant | 2,75 x 19                     |          |
| Pneumàtic darrera | 2,75 x 19                     |          |
| Frens davant | Tambor                        |          |
| Frens darrera | Tambor                        |          |
| Pes en sec | 94 Kg                         |          |
| Capacitat dipòsit | 16 l                          |          |
| Pintura dipòsit | Blau                          |          |
| \| • Altres \| \| ---------------------------------------------------------------------------------------------------------------------------------------------------------------------------------------------------------------------------------- \| \| - Encesa: Volant magnètic - Longitud total: 1.930 mm - Distància entre eixos: 1.250 mm - Alçada selló: 770 mm - Alçada mínima sobre el terra: 150 mm - Ample manillar: 640 mm - Consum: 3,33 l/100 km - Velocitat màxima: 100 km/h \| |                               |          |
| • Altres |                               |          |
| - Encesa: Volant magnètic - Longitud total: 1.930 mm - Distància entre eixos: 1.250 mm - Alçada selló: 770 mm - Alçada mínima sobre el terra: 150 mm - Ample manillar: 640 mm - Consum: 3,33 l/100 km - Velocitat màxima: 100 km/h |                               |          |